# 箱根湯の花プリンスホテル
箱根湯の花プリンスホテル （はこねゆのはなプリンスホテル、Hakone Yunohana Prince Hotel）は、神奈川県足柄下郡箱根町に所在する客室数59室のプリンスホテルグループのリゾートホテル施設。箱根駒ヶ岳中腹の標高935mにあり、箱根十七湯の中でも一番高所に位置することと、隣接するゴルフ場があるため、日中は雲の流れる動きなど、夜間は満天の星空を天候の良いときは楽しめることも可能である。旧称は、箱根湯ノ花温泉ホテル。

## 概要
建物は池原義郎の設計により竣工。富士箱根伊豆国立公園内の特別地域に位置し、プリンスホテルズ&リゾーツが提唱する「プリンスグランドリゾート箱根」を構成する施設のひとつである。1890年（明治23年）頃から自然湧泉を利用した温泉を源泉としている。乗用車42台、バス5台の屋外駐車場がある。小田原駅西口より宿泊者用の無料送迎バスがあるが、事前予約の定時出発制となっている。宿泊客、日帰り入浴客向けの浴場は、箱根十七湯のひとつ「湯の花沢温泉」を源泉としている。

## 施設
- 客室59室
- レストラン 1店舗、
- 宴会場4室
- 温泉、ショップ、ゴルフ場（箱根湯の花ゴルフ場）

## 沿革
- 1950年 11月1日 湯の花ホテル開業[5]。
- 1972年 7月1日 湯の花ホテルの運営を西武不動産に移管。
- 1990年 6月12日 箱根湯の花温泉ホテルとして開業。
- 2015年 1月8日 3ヶ月をかけて全館リニューアルを実施。
- 2015年 4月1日 箱根湯の花プリンスホテルへ名称変更。

## アクセス
電車
- 小田原駅より車・タクシーで約40分
- 箱根湯本駅より車・タクシーで約25分
- 三島駅より車・タクシーで約55分

車
- 東名高速道路
  - 厚木ICから小田原厚木道路・小田原箱根道路・箱根新道を経て、須雲川ICから約12 km。所要時間平常時約20分。
  - 御殿場ICより国道138号で所要時間平常時約25分。

バス
- 小田原駅西口から宿泊者専用送迎バス（要事前予約・定時出発制）
- 小田原駅東口5番乗り場から伊豆箱根バスで系統番号「Z」、「U」、「P」のいずれか、箱根登山バス系統番号「Z」で東口3番乗り場から所要時間平常時約40分、「芦の湯」バス停下車。送迎ワゴン車にてホテル（要ホテル連絡）。
- 箱根湯本駅2番乗り場から箱根登山バス系統番号「H」箱根町線で所要時間平常時約30分、「芦の湯」バス停下車。送迎ワゴン車にてホテル（要ホテル連絡）。
- 御殿場駅から箱根登山バス系統番号「G」御殿場線で強羅駅まで乗車、強羅駅から箱根登山バス系統番号「Y」強羅線に乗換えて「芦の湯」バス停下車。送迎ワゴン車にてホテル（要ホテル連絡）。